# Sultanat Wahidi de Bir Ali Amaqin
Wahidi Bir Ali (en arabe : واحدي بير علي Wāḥidī Bīr ʿAlī), ou le Wilayah Wahidi de Bir Ali (en arabe : ولاية الواحدي بير علي Wilāyah al-Wāḥidī Bīr ʿAlī), ou encore le sultanat Wahidi de Bir Ali Amaqin, était l'un des États Wahidi (en) dans le protectorat britannique d'Aden et dans le protectorat d'Arabie du Sud. 
Sa capitale était Bir Ali sur la côte du golfe d'Aden. 
Le dernier wali, Alawi ibn Salih ibn Ahmad Al Wahidi, a été destitué et l'État a été aboli en 1967, lors de la fondation de la république populaire du Yémen du Sud et la région est maintenant partie de la république du Yémen.

## Liste des sultans
Les sultans portent le titre de sultan Bi'r `Ali `Amaqi al-Wahidi.
- 1830-18?? : `Abd Allah ibn Talib al-Wahidi
- 1842-1875 : al-Hadi ibn Talib al-Wahidi
- 1875-1880 : Talib ibn al-Hadi al-Wahidi
- 1880-Mars 1893 : Muhsin ibn Salih al-Wahidi
- 1893-1916 : Salih ibn Ahmad al-Wahidi
- 1916-1940 : Nasir ibn Talib al-Wahidi
- 1940-1955 : `Alawi ibn Muhsin al-Wahidi
- 1955-octobre 1967 : `Alawi ibn Salih al-Wahidi (vassal du sultanat Wahidi à partir 23 octobre 1962)